# Héctor Bingert
Héctor José Bingert Alemán (Fino) es un saxofonista uruguayo nacido en Montevideo el 3 de marzo de 1944 y radicado en Suecia desde 1975. 

## Biografía
A los siete años comenzó sus estudios de violín con Miguel Szilagyi.  Sin embargo, seducido por la música de Stan Getz, finalmente se inclinó por el saxo tenor. A los doce años su padre lo llevó al  Hot Club de Montevideo donde recibió la influencia de Paco Mañosa, Bocho Pintos y otros músicos de aquella institución. A los quince fue contratado por los célebres Lecuona Cuban Boys, en ese momento de visita por Sudamérica. Durante 1960 realizó una gira europea con ese conjunto, en la que pudo ver y escuchar entre otros a John Coltrane, Dizzy Gillespie y Phil Woods, también de gira por el Viejo Continente.
Vuelto al Uruguay en 1961, ingresa en la Banda Sinfónica Municipal a la vez que integra los cuadros del Hot Club de Montevideo. En 1966 se reincorpora a los Lecuona, llega con ellos hasta Suecia, y permanece en aquel país hasta 1970. 
Nuevamente en Uruguay, actúa allí por cinco años, y forma parte del Conjunto S.O.S., para luego radicarse definitivamente en Estocolmo.  
En 1982 forma en esa ciudad el cuarteto Latin Lover, que tiempo después se convertiría en la Latin Lover Big Band, en la que 16 instrumentistas fusionan jazz y candombe, género musical típico de la población afro-uruguaya .
Es uno de los más respetados músicos del ambiente jazzístico sueco, aunque también se dedica a música para públicos masivos como orquestas de baile y espectáculos, acompañamiento de cantantes como Lill Lindfors en el  Festival de Eurovisión de 1985.
Ha tocado con Bob Brookmeyer,  Buddy Rich, Lee Konitz y otros famosos músicos norteamericanos de gira por la península escandinava.
- Datos: Q5576382